# Cladonia alpina
Cladonia alpina är en lavart som först beskrevs av Yasuhiko (Jasuhiko) Asahina, och fick sitt nu gällande namn av Isao Yoshimura. Cladonia alpina ingår i släktet Cladonia, och familjen Cladoniaceae. Arten har ej påträffats i Sverige.